# Adad-Apla-Iddina
Adad-Apla-Iddina (dosl. „[Bůh] Adad dal dědice“) byl babylonský král v období asi mezi roky 1071–1049 př. n. l. Babylonský trůn uchvátil silou a podle dostupných zdrojů byl aramejského původu.
Pod jeho vedením Aramejci postupně dobyli města Dur-Kurigalzu, Der, Uruk, Nippur, Sippar a po svržení babylonského krále Marduk-Šapik-Zerimatiho se Adad-Apla-Iddina ujal vlády nad celou Babylonií. Důkazem jeho prestiže je i to, že jeho dcera se později provdala za asyrského krále Aššur-bél-kala.
Adad-Apla-Iddina vládl 22 let.